# Други град
Други град (чеш. Druhé město) је роман чешког књижевника Михала Ајваза (чеш. Michal Ajvaz) објављен 1993. године. Српско издање књиге објавила је издавачка кућа Clio из Београда 2011. године, у преводу Владана Матића.

## О аутору
Михал Ајваз, писац и есејиста, рођен је 1949. у Прагу. Завршио је филозофски факултет Карловог универзитета. Радио је разне физичке послове, био уредник Литерарних новина.
Дебитовао је у књижевности 1989. збирком поезије Убиство у хотелу Интерконтинентал (Вражда в хотелу Интерцонтинентал), потом прозном књигом, збирком приповедака Повратак старог варана (Нáврат старéхо варана, 1991). Следе романи Други град (Druhé město, 1993), Празне улице (Прáзднé улице, 2004), Златно доба (Zlatý věk, 2011) и Луксембуршки парк (Луцембурскá захрада, 2011).Ајваз је објавио и неколико књига есеја: Знак и биће (1994), Снови граматике, сјај слова (2003), Сневања (2008) и Синбадов дом (2010).Тренутно ради у Центру за теоријске студије Академије наука Чешке Републике и Карловог универзитета у Прагу. Добио је неколико књижевних награда, а дела су му преведена на пољски, мађарски, бугарски, руски, украјински, немачки, француски и енглески.

## О књизи
Јунак романа Други град у антикварници налази књигу писану непознатим писмом и односи је кући. Тада почиње и дуго трагање за непознатим градом из којег књига потиче и који живи у чудној симбиози са Прагом.
Пронађена књига је улаз у тајни ноћни подземни свет, у оно Друго самог града Прага.
Приповедач књиге лута Прагом ноћу, а тај други град се буди, и он се среће с његовим становницима, бори се с његовим зверима, бежи пред његовим наоружаним браниоцима, учествује у његовим светковинама, и расправља са његовим свештеницима. И док то лутање траје, као и откривање тог другог града, стално покушава да схвати смисао тог другог града, који се пред њим све јасније оцртава. Настоји да продре у његово средиште, које му стално узмиче.
На приповедачу је да нађе начин како да спаси онај дневни, древни и Пр(а)ви Праг. Роман Други град говори управо о томе.
Други град је роман у ком се преплићу реално и магично, стварно и фантастично, а Праг какав познајемо из туристичких посета, брошура, водича, разгледница постаје поприште борбе између добра и зла.

## Награде
Михал Ајваз је за роман Други град добио награду листа nagrada lista MFDnes.